# John Poindexter
John Marlan Poindexter (* 12. srpna 1936 Indiana) je bývalý viceadmirál námořnictva Spojených států a poradce pro otázky národní bezpečnosti ve vládě prezidenta Ronalda Reagana. Byl jedním z klíčových aktérů aféry Írán-Contras. Je otcem astronauta NASA Alana G. Poindextera.
John Poindexter vystudoval v roce 1958 Námořní akademii Spojených států a následně (1964) získal Ph.D. v oboru jaderná fyzika na Kalifornském technologickém institutu. Během kariéry v námořnictvu byl velitelem námořních bitevních skupin v západním Pacifiku a v Indickém oceánu a poté zastával řadu vyšších rolí na ministerstvu námořnictva. V letech 1981–1983 byl vojenským asistentem poradce pro otázky národní bezpečnosti ve vládě Ronalda Reagana, 1983–1985 byl zástupcem poradce a v letech 1985–1986 poradcem pro otázky národní bezpečnosti.
V aféře Írán-Contras byl nadřízeným Olivera Northa a tedy odpovědným za řízení aktivit, vedoucích k porušení zákona. Poté, co aféra byla zveřejněna, byl 25. listopadu 1986 nucen rezignovat na pozici poradce pro otázky národní bezpečnosti. Za svou roli v aféře byl 7. dubna 1990 odsouzen, ale po odvolání byl v roce 1991 zproštěn obvinění.
Po odchodu z vlády se věnoval kariéře v soukromém sektoru, převážně v oblasti výzkumu a analýz pro zbrojařské společnosti.
S manželkou Lindou má pět dětí, včetně tragicky zemřelého astronauta Alana Poindextera, pilota Space Shuttle STS-122 a velitele STS-131.